# Gabriel Harvey

Gabriel Harvey

Gabriel Harvey (* 1545; † 1630) war ein englischer Gelehrter und Schriftsteller.

## Leben und Wirken

### Herkunft und Ausbildung
Gabriel Harvey war ältester Sohn des wohlhabenden Seilers John Harvey in Walden, später Saffron Walden, Essex. Er studierte ab 1566 am Christ’s College (Cambridge), und wurde 1570 zum Fellow der Pembroke Hall. gewählt. In dieser Zeit entwickelte er eine dauerhafte Freundschaft zu Edmund Spenser, der möglicherweise sein Schüler war. Als hoch angesehener Gelehrter litt seine Reputation unter seinem fortdauernden Streit mit Thomas Nashe.

### Literarische Karriere
Ca. 1576 wurde Harvey Lektor in Rhetorik und anlässlich des Besuches von Königin Elisabeth I. bei Sir Thomas Smith im Audley End House auserkoren, öffentlich vor ihr zu debattieren. 1579 beklagte er sich bei Edmund Spenser über die unerlaubte Veröffentlichung seiner satirischen Verse mit Anspielungen auf hochgestellte Persönlichkeiten, die seine Karriere ernsthaft zu bedrohen schienen. 1583 wurde er Anwalt (junior proctor) der Universität und 1585 zum Master of Trinity Hall gewählt, wobei diese Anstellung offenbar vom Hofe abgelehnt wurde. Er war ein Schützling von Robert Dudley, Earl of Leicester, zu dem er Spenser einführte. Diese Verbindungen haben wahrscheinlich zu seiner Freundschaft mit Philip Sidney geführt.
1586, nach Erhalt des Grad eines Doctor of Civil Law D.C.L. der Universität Oxford, übersiedelte er als praktizierender Anwalt nach London. 
Sein Bruder Richard Gabriel war in die Marprelate-Kontroverse verwickelt und hatte Robert Greene durch eine geringschätzige Wertschätzung seiner Person und seiner „Geisteskollegen“ gekränkt. Greene reagierte in seiner Abhandlung Quip for an Upstart Courtier mit einigen vernichtenden Bemerkungen über die „Harveys“. 1599 kam es von Erzbischof Whitgift zu einem Angriff auf zeitgenössische Satiriker, bei dem neben Büchern anderer auch die Abhandlungen von Gabriel Harvey und Thomas Nashe vernichtet und eine Wiederauflage verboten wurden. Er verbrachte die letzten Jahrzehnte seines Lebens bis zu seinem Tod 1630 zurückgezogen an seinem Geburtsort Saffron Walden.
Der erhalten gebliebene ausführliche Katalog über Harveys Bibliothek mit über 180 Büchern und Manuskripten kennzeichnet Harvey als einen hochgebildeten Mann seiner Zeit.

#### Fehde mit Thomas Nashe
Nach Robert Greenes Tod veröffentlichte Harvey Foure Letters and certaine Sonnets (1592), in denen er in einem Geist selbstgerechter Überlegenheit Details über Greenes späte Jahre ausbreitete. Nashe, der Harvey in seinen Fähigkeiten zu Invektiven überlegen war, rächte 1593 seinen Freund Robert Greene in einer persönlichen Abrechnung mit Harvey durch die Abhandlung Strange Newes. Harvey wiederum focht im gleichen Jahr die persönlichen Beleidigungen Nashe’s in seinen Pierce’s supererogation, or a New Prayse of the Old Asse (1593) an, auf Grund derer sich Nashe in seiner „religiösen“ Schrift Christs Teares over Jerusalem (1593) entschuldigte. Harvey nahm die Kontroverse in seiner Schrift New Letter of Notable Contents (1593) wieder auf, wahrscheinlich, weil er Nashe’s gedruckte Entschuldigung zu jener Zeit, als er den New Letter schrieb, nur als ein vermeintliches Gerücht kannte und seine Einstellung von tiefem Misstrauen geprägt war. Nashe zog seine Entschuldung in einer neuen Ausgabe von Christes Teares (1595) zurück. Zwei Jahre später antwortete Nashe mit einer beißenden Satire Have with you to Saffron Walden (1596), auf die Harvey nie antwortete.
In einem 1597 von Richard Lichfield von Cambridge veröffentlichten Werk The Trimming of Thomas Nashe Gentleman (1597), hinter dem man früher Gabriel Harvey vermutete, attackierte er Thomas Nashe erneut.

#### Harvey und Marlowe
Harvey schrieb am Ende seines New Letter of Notable Contents, datiert vom 15. September 1593, vier, teilweise rätselhafte Gedichte, in denen er sich überwiegend mit dem unmittelbar vorausgegangenen Tod von Christopher Marlowe (begraben am 1. Juni 1593) auseinandersetzt. Die vier Gedichte tragen die Überschrift: 1. Sonet. Gorgon, or the Wonderfull yeare; 2. A Stanza declarative; to the Lovers of Admirable Workes; 3. The Writer’s Postscript; or a frendly Caueat to the Second Shakerly of Powles; 4. Glose.
Er vergleicht Marlowe mit der Figur des mächtigen Gorgon, einer Figur aus dessen Tamburlaine (thy Tamberlaine voutsafes to dye), seinen Tod mit dem mächtigsten Ereignis (the mightiest wonder) 1593 (ninety three), Marlowe mit dem eindrucksvollsten Geist (magnifique mind), mit den Eigenschaften gigantischen Ausmaßes (bred of Gargantuas race), dessen Geist über Kent siegte (whose mind triumphed on Kent), diesen Gigantischen Geist (that gargantuan mind), dem höchsten Verstand, der je auf Erden etc. (Highest minde, That ever haunted Powles, or hunted winde, Bereaft of that same sky-surmounting breath, That breath, that taught the Timpany to swell? ).
Harvey, der zuvor offenbar von Marlowes Tod erfahren hatte, ging davon aus, dass er an der Pest gestorben sein müsse (He, and the Plague contended for the game).

## Lateinische Schriften
- Ciceronianus (1577)
- G Hezrveii rhetor, sive 2 dierum oratio de natura, arte et exercitatione rhetorica (1577)
- Smithus, vel Musarum lachrymae (1578), Zu Ehren von Sir Thomas Smith
- Gabrieli Harveii gratulationum Valdensium libri quatuor. Geschrieben anlässlich des Besuchs von Königin Elisabeth I. in Audley End (1578).